# Mahmoud Soufi
Pour les articles homonymes, voir Soufi (homonymie).
Mahmoud Yassen Soufi (محمود صوفي ياسين دعالة, né le 20 octobre 1971 et mort le 2 juin 2019, est un footballeur international du Qatar.

## Biographie
Meilleur buteur du championnat du Qatar lors de la saison 1990-1991, il est international qatarien et participe à plusieurs compétitions : la Coupe d'Asie en 1988 et en 1992, éliminé à chaque fois au premier tour (1 but inscrit en 1992), aux Jeux olympiques de 1992 (quart-de-finaliste, 1 but), aux Jeux asiatiques 1994 (1er tour, 2 buts). 